# Ektazytometrie
Der Begriff Ektazytometrie beschreibt ein Untersuchungsverfahren der Verformbarkeit von Erythrozyten, das in der Medizin zur Anwendung kommt und erstmals 1980 beschrieben wurde.

## Prinzip

Roter Strich: Laser; Grüne Pfeile: Proben Ein- und Auslass; Hellrot: Doppelzylinder; DI: Diffraktometer; Osm: Osmometer

Bei der Ektazytometrie werden Erythrozyten in einer viskösen Lösung einer definierten Scherkraft ausgesetzt und dabei ihre Elongation, also der Grad ihrer Verformung, gemessen. Die geschieht, indem die zu testenden Erythrozyten in einer viskösen Flüssigkeit (meist eine Dextran-Lösung) suspendiert werden. Anschließend wird das Gemisch in einen Doppel-Zylinder gepumpt, und der äußere Zylinder um den Inneren gedreht. So entsteht eine berechenbare und von der Drehzahl abhängige Scherkraft, welche auf die Erythrozyten wirkt. Durch einen Laser, welcher die beiden Zylinder und die darin enthaltene Erythrozyten-Suspension passiert, kann das Diffraktions-Muster der deformierten Erythrozyten bestimmt werden. Aus dieser wird der Deformations-Index DI berechnet, welcher dem Quotienten der gemessenen Deformation und der Deformation ohne Scherkraft entspricht.

## Osmotengradienten-Ektazytometrie
Die Osmotengradienten-Ektazytometrie ist die in der Praxis aussagekräftigste Weiterentwicklung der Ektazytometrie. Hierbei wird die zu testende Erythrozyten-Probe bei kontinuierlich ändernder Osmolarität ektazytometriert. Dabei entsteht eine Kurve, das Ektazytogramm, mit der Osmolarität als Abszisse und dem Deformabilitäts-Index als Ordinate. Mittels dieser Kurve können einige Parameter des untersuchten Blutes abgelesen werden:
- Die Osmolarität, bei welcher 50 % der Erythrozyten hämolysieren. Die Aussagekraft dieses Wertes ist vergleichbar mit dem einer osmotischen Resistenzprüfung.
- Die maximale Deformabilität der Erythrozyten
- Das Verhalten der Deformabilität im hyperosmolaren Milieu

## Diagnostische Aussagekraft
Hereditäre hämolytischen Anämien lassen sich mittels Osmotengradienten-Ektazytometrie genauer charakterisieren, insbesondere lassen sich Störungen der erythrozytären Membran gut erkennen. Die Ektazytometrie ist auch in der Lage, eine Aussage zum momentanen Zustand der Erkrankung zu geben. Beispiele solcher Erkrankungen sind die Hereditäre Sphärozytose und die Ellipsozytose. Es gibt aber Hinweise, dass es auch bei anderen Erkrankungen zu einer Störung der Deformabilität der Erythrozyten kommt, welche mittels Ektazytometrie genauer beschrieben werden könnte. Dennoch ist die Ektazytometrie als experimentell zu betrachten, die Auswertung bedarf einer gewissen Erfahrung mit dieser Methode und genaue Kenntnis der vielen möglichen Störfaktoren.

## Relevanz
Die Ektazytometrie ist eine sehr selten angewandte Methode, derzeit (2021) im deutschsprachigen Raum nur in der Klinik für Hämatologie am Universitätsspital Zürich und am Kantonsspital Winterthur angeboten.